# 巴勒赫站
巴勒赫站（英語：Balloch railway station）是一個位於蘇格蘭西敦巴頓郡巴勒赫的鐵路站，在1988年4月24日由蘇格蘭鐵路啟用，是北克萊德線的終點車站，車站位於格拉斯哥皇后街站以北193⁄4英里（31.8），設有一個月台。

## 歷史
車站在1988年4月24日由英国铁路和斯特拉斯克莱德合夥運輸公司啟用，取代分別於1988年和1986年關閉的巴勒赫中央站和巴勒赫碼頭站。

## 服務
逢星期一至六，每隔半小時便有一班列車往艾尔德里，途經格拉斯哥皇后街站和辛格站，期間由東敦巴頓站至達爾繆爾站為不站停服務。
星期日則是途經約克站和格拉斯哥中央車站，然後途經威夫利特站或拉克霍尔站（每小時各一班）開往马瑟韦尔站。
這車站只站有一個月台，列車到站後在這裡停留約7分鐘然後開出。